# Hemigrammus boesemani
Hemigrammus boesemani és una espècie de peix de la família dels caràcids i de l'ordre dels caraciformes.

## Morfologia
- Els mascles poden assolir 2,7 cm de llargària total.[4]

## Hàbitat
Viu a àrees de clima tropical entre 23 °C i 26 °C de temperatura.

## Distribució geogràfica
Es troba a Sud-amèrica: Guaiana Francesa, Surinam i el Perú.